# Fjällsamer
Fjällsamer är samer som under delar av året bedriver renskötsel på kalfjället, till skillnad från skogssamer, vilka året om är verksamma i skogslandet och kustsamer, som verkar kring kusterna i Nordnorge och Kolahalvön.

## Historia
Fjällsamer omtalas redan i 1500-talets skattelängder. År 1585 skrev lappfogden i Lule och Pite lappmarker, Olof Andersson Burman: ”Men de andra som ingen fisk ränta förmältes i årliga längden kallas fjällappar, havande det namnet därav att de bo uppe i fjällen uti bergsskrevor, och komma till inga sjöar med mindre deras nabor granlapparna vele godvilligt efterlåta dem fiska med sig.” Granlappar var det gamla ordet för skogssamer.
I början av 1600-talet kunde termen  ”fjällapp” också användas om de samer som betalade skatt till både Sverige och Norge, eftersom de var verksamma på fjällryggen mellan de båda länderna, medan granlapparna bara skattade till Sverige.
I 1670-talets prästrelationer, som insändes till Johannes Schefferus i Uppsala och tjänade som källmaterial till verket Lapponia, finns den äldsta mer detaljerade informationen om fjällsamernas liv. Samuel Rheen beskrev hur fjällsamerna bodde ”allena under tjäll och pauluner, dem de föra vart de vilja, och uppslå dem där deras boskap kunna bekomma föda och bete” (stavningen modifierad). Fjällsamerna var alltså nomader utan fasta bostäder. Rheen specificerar också att dessa tjäll eller tält var av vadmal, och att rika fjällsamer dessutom hade ett innertält av blaggarn. 
I en annan av prästrelationerna skriver Nicolaus Lundius att fjällsamerna i Ume lappmark färdades till marknadsplatsen i Lycksele vid trettondagstiden. För att komma dit måste de passera granlapparnas (skogssamernas) land, och begärde då lov att få jaga vildren där och låta sina tamrenar beta i skogslandet. Enligt Lundius var det många skogssamer som tog till sig tio fjällsamer, som fick stanna där till vårfrudagen. 
Fjällsamerna hade enligt Lundius stor rikedom i form av både renar, silver och koppar, till skillnad från de fattiga skogssamerna.